# Heterogomphus telamon
Heterogomphus telamon är en skalbaggsart som beskrevs av Hermann Burmeister 1847. Heterogomphus telamon ingår i släktet Heterogomphus och familjen Dynastidae. Inga underarter finns listade i Catalogue of Life.